# Radical SR8
La Radical SR8 est une voiture de sport produite par le constructeur britannique Radical Sportscars. Elle détenait le record du tour du Nürburgring pour les voitures de production, en 6 min 48 s, réalisé en 2009 avec un modèle LM, jusqu'à ce que les McLaren P1 LM (6 min 43 s 02), Nio EP9 (6 min 45 s 90) et Porsche 991 GT2 RS (6 min 47 s 30) la devancent.
Le moteur de la Radical SR8 est un V8 assemblé à partir de deux quatre-cylindres en ligne provenant de la moto Suzuki Hayabusa (1 300 cm3). Les deux blocs ont été réalésés afin d'augmenter la cylindrée à 1 400 cm3 (soit une cylindrée totale de 2 800 cm3). L'intérêt d'un tel moteur est sa fiabilité (bloc et pièces issus de la grande série), son faible poids et la large plage d'utilisation qu'il permet, une accélération constante de 3 000 à 10 000 tr/min.
Des radical SR8 sont engagées dans diverses compétitions, par exemple à l'African 6 Hour 2014.

## Jeux vidéo
La Radical SR8 est présente dans les jeux vidéo : Iracing, Forza Motorsport 4, Forza Horizon ainsi que dans Assetto Corsa.